# Pternandra
Pternandra é um género botânico pertencente à família Memecylaceae.
1. ↑  «Pternandra — World Flora Online». www.worldfloraonline.org. Consultado em 19 de agosto de 2020